# Crash of the Titans
A Crash of the Titans videójáték 2007 októberében jelent meg a Radical Studios közreműködésével.

## A játék háttere
Aku Aku-t és Coco Bandicot-ot hirtelen foglyul ejti a gonosz Neo Cortex. Míg Crash kiszabadítja Aku Aku-t, Cortex el akarja lopni a varázslatos állományt – a „mojo”-t -, hogy átváltoztathassa a Wumpa-sziget lakóit hozzá hű katonákká. Most Crash feladata, hogy átvegye az irányítást a Titánok felett, és hogy az új mojo segítségével megakadályozza Cortex újabb tervét a világ feletti uralom megszerzésére. A játék egy pontjánál Uka Ukának – Cortex feljebbvalójának –, elege lesz Cortex általános alkalmatlanságából, és az unokahúgát állítja a helyére, mert egy akciót Cortex rendkívül jelentéktelen okok miatt kifogásolt. 
Később Nina Cortex „kimossa” Coco agyát, majd egy óriási Arash-Nina robottal szembesíti. A játék Nintendo DS verziója nagyjából ugyanazt a történetet követi, mint a Wii verzió, de kisebb változtatásokkal, például hogy Nina Cortex-nek túlnyomó szerep jut, és megjelenik Dingodile is. A Radical Entertainment egy, a Crash Mania rajongói oldalnak adott interjújában bejelentette, hogy Aku Aku és Uka Uka származását illetően számíthatunk még további meglepetésekre a játékban, valamint hogy lesz egy „nagy M. Night Shyamalan” cselekményfordulat, melynek központjában Uka Uka rokonsága áll Neo és Nina Cortex-szel.
Rengetegféle Mojoból készült mutánssal fogunk találkozni, ezek többségét irányíthatjuk is.

## Irányítható mutánsok
- Spike: Ez a mutáns képes egymásutánban karmaival csapkodni az ellenfeleket, valamint különleges támadása, hogy a földből felhív tüskéket. Sünből lett átváltoztatva a mojo segítségével.
- Snipe: Ez a színes lény szeret távolságot tartani, és inkább lila hegyes tollakkal dobálózik.Különleges támadása annyiban különbözik, hogy egyszerre négyet dob(melyeket be is célozhatunk, ha van rá idő) Róka és papagáj keveréke.
- Goar (Nem lehet lefordítani, a goat = kecske és roar = üvöltés szavak keverése): Egy mamuthoz hasonló, piros négyszarvú lény, erőteljes agyarával szinte bármit darabokra hasít. Különleges támadása a Borzasztó üvöltés, mellyel megbénítja a közeli ellenségeket egy rövid időre.
- Yuktopus: Dr. Cortex keverék-mutánsa, hatalmas polipkarral, lézerágyúval, emellett képes kábító skót zenét játszani, a hátán lévő dudával.
- Rhinoroller: Harcban a szarvára, illetve a gömbbé válás képességére hagyatkozhat, amely ellen szinte semmi sem tud mit tenni!
- Shellephant: Csak a szokásos páncélozott, tüskés, tűzokádó, Mojoval töltött elefánt.
- Scorporilla: Egy hatalmas, félig skorpió, félig gorilla szörny, mely a tűz pusztító elemével, és a nyers erő segítségével mindenkit képes a földbe döngölni.
- Sludge: Egy nagy trutymókupac, mely maró savat hány/köp ellenségére.
- Magmadon: Egy kegyetlen kőszörny, amely a vulkánok lakója. Nagy tűzgömbökkel hajigálódzik, igen veszélyes, és kegyetlen.
- Stench: Egy bűzösborz, és egy madár keveréke. Bűzbombákkal támad. Képes egyszerre többet is dobni.
- Eel-ectric: Egy elektromos angolna, aki halálos elektromos hullámokkal ostromolja áldozatát, továbbá képes villámló felhőt hívni áldozatai feje fölé.
- Battler: Egy rémes denevér, aki szárnyainak pengés szélével verekszik, ezen kívül képes miniatűr tornádókat bocsátani áldozatára.
- Ratcicle: Óriásira növesztett fehér egér fagyasztó erővel és brutális erővel megspékelve.